# Eugenio Lazzarini
Eugenio Lazzarini (né le 26 mars 1945) à Urbino est un ancien pilote de moto italien, il a participé au championnat du monde de vitesse essentiellement dans les catégories 50 cm3 et 125 cm3.
Il fait partie, avec ses deux frères Enzo, Colucci et leur sœur, d'une famille qui gérait une concession de motocyclettes avec boutique de vente et atelier de préparation.
Celle-ci se complète à partir de 1973 d'une petit unité de fabrication installée à Pesaro qui construit des motos 250 bicylindre et des 50 et 125 monocylindre à cadres monocoque et roues en magnésium, conçues par l'entrepreneur et ingénieur Edigio Piovaticci (it).

## Carrière en course
Champion d'Italie junior catégorie 125 cm3 en 1967, il passe l'année suivante dans la catégorie "senior", obtenant la quatrième place du championnat italien avec un 125 Bultaco, un résultat amélioré en 1969, lorsqu'il est second sur un 125 Aermacchi derrière Silvano Bertarelli.
Sa carrière en championnat du monde commence en 1969 lorsqu'il dispute deux Grands Prix (Hollande et RDA) avec un Morbidelli dans la catégorie 50 cm3 et un avec un Benelli en France dans la catégorie 250 cm3. Il termine 21e du championnat 50 cm3 et 33e en 250 cm3.
Il a participé aux championnats du monde pendant 15 saisons, participé à 154 épreuves et il est monté sur un podium à 82 reprises, dont 27 fois sur la plus haute marche. Sa première victoire a été acquise en 1973 en Hollande au guidon d'un 125 Maïco et sa dernière 10 ans plus tard en Belgique sur un 125 Garelli.
Eugenio Lazzarini a remporté le championnat du monde 125 cm3 en 1978 au guidon d'un MBA. Il a ensuite remporté deux autres championnats du monde dans la catégorie 50 cm3 en 1979 et 1980 sur un Kreidler.
C'est le seul pilote italien à avoir remporté 2 titres mondiaux en 50 cm3 et il a été vice-champion à 8 reprises dans l'une ou l'autre des petites catégories.
En 2003, le président italien Ciampi lui a décerné le titre de commandeur dans l'Ordre du Mérite de la République italienne, en même temps qu'à d'autres champions du monde italiens tels que Giacomo Agostini, Pier Paolo Bianchi, Bruno Ruffo et Carlo Ubbiali.

## Carrière en Grand Prix

### Les débuts
Lazzarini commence vraiment sa carrière en Grand Prix lors de la saison 1969 dans la catégorie 250 cm3 sur une Benelli-4 au Mans en remplacement de Renzo Pasolini. Il termine ce championnat à la 33e place ayant marqué 4 points (7e) en France.
Il abandonne la classe 50 cm3 en 1970 pour se consacrer au 125 jusqu'en 1974. Lazzarini concoure régulièrement dans les classes 50 cm3 et 125 cm3 à partir de 1975. En 1981 et 1984, il se consacre uniquement à la 125 cm3.
De 1969 à 1972, il participe avec des 125 cm3 Derbi, Morbidelli ou Maïco en marquant quelques points sans jamais monter sur un podium, mais en accumulant de l'expérience en course. Dans cette catégorie, il est 31e en 1970, 32e en 1971, puis 11e en 1972.

### L'aventure Piovaticci
En 1973, le 125 cm3 Piovaticci fait ses débuts en Grand Prix. À son guidon Eugenio Lazzarini monte sur la 3e marche du podium au Grand Prix des Nations (l'ancienne dénomination du Grand Prix d'Italie) et remporte son premier Grand Prix en 1973 en Hollande sur son Piovaticci sur une base de Maïco. Lors de cette course, Kent Andersson - le vice champion en titre - est victime de problèmes mécaniques et doit s'arrêter pour changer de bougies. Revenu en piste, il chute en tentant de remonter au classement. En tête au moment de cette chute, Börje Jansson (it) s'arrête pour prendre des nouvelles de son compatriote. Otello Buscherini (it) chute, Nieto casse et c'est donc Eugenio Lazzarini qui gagne son premier GP. Il termine 5e au classement final du championnat.
1974 est une difficile période de mise au point du 125 cm3 Piovaticci (4e du classement des constructeurs) et Lazzarini ne termine que 20e du championnat. Mais l'année est un tournant technique avec l'arrivée de techniciens en provenance du département course du constructeur néerlandais Jamathi (es), appelés à développer les nouvelles motos 50 et 125. L'équipe développe un cadre monocoque si petit et inconfortable que pour l’adapter au pilote, et vice versa, il faut utiliser des silhouettes en bois pour travailler.
En 1975, il remporte son premier Grand Prix dans la catégorie 50 cm3 en Suède sur son Piovaticci (devant Nieto qui n'aime pas Anderstorp) et termine 6 fois sur un podium (RFA, Italie, France, Belgique, Suède et Finlande) avec à la clé un titre de vice-champion en fin de saison derrière Ángel Nieto sur Kreidler. En 125 cm3 également sur Piovaticci avec 3 podiums, il est 5e au classement final du championnat.
En raison de problèmes économiques, le département courses de Piovaticci est vendu en 1976 à Bultaco. Lazzarini continu donc en GP sur un UFO/Morbidelli en 50 cm3 (4e au championnat) et 125 cm3 (7e).

### Pilote Morbidelli et Kreidler
En 1977, Lazzarini est équipé d'une 125 cm3 à moteur Morbidelli dans un cadre de sa conception. Absent du 1er grand prix de la saison au Vénézuela, il court en Autriche. En effet, malgré l'appel au boycott des pilotes de 500, à la suite de l'accident mortel dont est victime Hans Stadelmann en 350 cm3, les pilotes de 125 prennent le départ de la seconde course de la journée. Eugenio Lazzarini gagne devant l'officiel Pier Paolo Bianchi et le local Harald Bartol (en). Nieto a cassé. Lazzarini, enchaîne ensuite les podiums avec 6 deuxième places et une troisième. Son plus mauvais résultat est sa 4e place en Belgique et finalement avec 105 points il est vice-champion derrière son compatriote et collègue de chez Morbidelli, Pier Paolo Bianchi dont c'est le 2e titre (131 points), Nieto est sur la dernière marche du podium.
En 50 cm3, au GP d'Italie, mal parti mais auteur d'une remontée fantastique, Eugenio Lazzarini l'emporte devant les Bultaco de Nieto et Ricardo Tormo. En Belgique, Nieto retardé par un problème de cosse de batterie, Lazzarini gagne devant son coéquipier Herbert Rittberger (en). Le titre doit donc se jouer à Anderstorp entre Nieto (3 victoires) et Lazzarini (2 victoires), mais en cas de victoire de l'Italien, il suffit d'une 9e place à l'Espagnol pour l'obtenir. Sans surprise, Lazzarini sur Kreidler obtient encore la place de vice-champion (3e en Suède), mais cette fois Nieto (en Suède) est devant lui, Tormo vainqueur en Suède complète le podium final de la catégorie.
Pour 1978, Eugenio est équipé d'une machine Kreidler Van Veen en 50 cm3 et en 125 cm3 d'une MBA-Morbidelli,. Dans cette catégorie, Lazzarini bataille encore contre Nieto qui, d'une décevante Bultaco, passe en cours de saison sur Minarelli. Finalement Lazzarini (114 points), gagne le championnat du monde 125 cm3 sur la selle du MBA, remportant 4 courses sur les 10 disputées, comme Nieto (88 points). L'Italien l'emporte en Espagne (devant le Français Thierry Espié (es) sur une Motobécane), en Autriche, en Italie et en Hollande.
En 50 cm3, Lazzarini à pour adversaire Ricardo Tormo qu'il bat en Espagne et aux Pays-Bas, mais en Italie il ne réussira à partir qu'avec deux tours de retard et finira 21ème et dernier, alors que Tormo gagne. Il remporte ensuite 4 autres victoires et Lazzarini doit de nouveau se contenter d'un second titre consécutif de vice-champion.
Il récidive l'année suivante 1979 sur les mêmes machines. Dans la catégorie 50 cm3 sur Kreidler, il remporte, avec 5 victoires sur 7 courses, son premier titre mondial de la catégorie. Par contre en 125 cm3, des 5e et 6e places ne lui donnent que la 15e position à ce décevant championnat.
Dans la classe des 50 cm3 en 1980, licencié par Kreidler, il court au guidon d'une " Iprem", moto construite par son ami Guido Mancini.
Il arrive premier sur 2 des 6 courses disputées à égalité de victoires avec Stefan Dörflinger et Ricardo Tormo. Mais il fait la différence avec deux secondes places et deux troisièmes. Cette fois il est de nouveau titré dans la catégorie sur cette Iprem avec seulement 2 points d'avance sur Dörflinger sur Kreidler. C'est son 3e et dernier titre mondial en championnats du monde de vitesse moto et il est au 21e rang des multiples champions du monde. En 125, sur MBA (17e) puis l'année suivante sur Iprem (18e), les résultats sont mauvais,.

### Pilote et team manager Garelli
En 1982, après le décès du fondateur de la marque, le service course de Minarelli a été racheté par Garelli, qui engage Lazzarini en 50 cm3 et en 125 cm3, catégorie où il fait équipe avec son vieil adversaire Ángel Nieto qui remporte son 5e titre en fin de saison avec 6 victoires. Les deux coéquipiers font partie des nombreux pilotes à avoir boycottés le grand prix de France à Nogaro, circuit jugé trop dangereux. Avec 2 victoires et 4 secondes places, Lazzarini est une nouvelle fois vice-champion. Garelli remporte le premier de ses 6 titres constructeur consécutifs.
En 50 cm3, c'est Dörflinger qui est titré (3 fois vainqueur et 3 fois second) alors que Lazzarini sur son Garelli est encore vice-champion (3 victoires et 2 secondes places). Le titre constructeur des 50 cm3, n'est pas attribué cette année-là.
La saison 1983, est une copie conforme de la précédente en 50 cm3. Dörflinger est encore titré (3 fois vainqueur et 3 fois second) alors que Lazzarini sur son Garelli est encore vice-champion (3 victoires et 2 secondes places), mais cette fois Garelli remporte son seul et unique titre constructeur dans la catégorie. À noter qu'au GP de Yougoslavie, Lazzarini tombé aux essais est remplacé chez Garelli par un jeune prometteur, Fausto Gresini.
En 125 cm3, l'invincible Nieto avec 6 victoires sur 7 courses auxquelles il a participé, devance le Suisse Bruno Kneubühler (en) et son coéquipier Lazzarini 3e sur le podium final.
Eugenio Lazzarini termine sa carrière de pilote en 1984 de belle manière en 125 cm3 avec un 8e titre de vice-champion toutes catégories confondues derrière Nieto (6 victoires en 6 courses) qui remporte à 37 ans son 13e titre. Cette année-là les 80 cm3 remplacent les 50 cm3 dont le dernier champion du monde de la catégorie est donc Dörflinger.
Lazzarini devient alors team manager de l'équipe Italia Garelli, qui remporte trois championnats du monde dans la catégorie 125 cm3 : deux avec Fausto Gresini (1985,1987) et un avec Luca Cadalora (1986).
Son neveu Ivan Lazzarini a couru dans le championnat du monde Supermotard.

## Résultats en championnat du monde
Système de points de 1969 à 1987:
| Position | 1  | 2  | 3  | 4 | 5 | 6 | 7 | 8 | 9 | 10 |
| Points   | 15 | 12 | 10 | 8 | 6 | 5 | 4 | 3 | 2 | 1  |

| Couleur  | Résultat                       |
| -------- | ------------------------------ |
| Or       | Vainqueur                      |
| Argent   | 2e place                       |
| Bronze   | 3e place                       |
| Vert     | Classé dans les points         |
| Bleu     | Classé hors des points         |
| Bleu     | Non classé (Nc.)               |
| Violet   | Abandon (Abd.)                 |
| Rouge    | Non qualifié (Nq.)             |
| Rouge    | Non pré-qualifié (Npq.)        |
| Noir     | Disqualifié (Dsq.)             |
| Blanc    | Non partant (Np.)              |
| Blanc    | Forfait (Forf.)                |
| Blanc    | Course annulée (A)             |
| Neutre   | Non présent                    |
| Neutre   | Exclu (Ex.)                    |
| Gras     | Pole position                  |
| Italique | Meilleur tour en course        |
| †        | Classé sans terminer la course |
| 1 2 3 …  | Classement dans la catégorie   |

| Année | Catégorie | Moto       | 1      | 2     | 3     | 4      | 5      | 6      | 7     | 8      | 9     | 10     | 11    | 12    | 13    | 14    | Points | Rangs | Victoires |
| ----- | --------- | ---------- | ------ | ----- | ----- | ------ | ------ | ------ | ----- | ------ | ----- | ------ | ----- | ----- | ----- | ----- | ------ | ----- | --------- |
| 1969  | 50 cm3    | Derbi      | ESP -  | RFA - | FRA - |        | NED 10 | BEL -  | RDA 6 | TCH -  |       | ULS -  | NAT - | YOU - |       |       | 6      | 21e   | 0         |
| 1969  | 250 cm3   | Benelli    | ESP -  | RFA - | FRA 7 | TT -   | NED -  | BEL -  | RDA - | TCH -  | FIN - | ULS -  | NAT - | YOU - |       |       | 4      | 33e   | 0         |
| 1970  | 50 cm3    | Morbidelli | RFA 5  | FRA 8 | YOU - |        | NED -  | BEL -  | RDA - | TCH -  |       | ULS -  | NAT - | ESP - |       |       | 9      | 12e   | 0         |
| 1970  | 125 cm3   | Morbidelli | RFA -  | FRA 6 | YOU - | TT -   | NED -  | BEL -  | RDA - | TCH -  | FIN - |        | NAT - | ESP - |       |       | 5      | 31e   | 0         |
| 1971  | 125 cm3   | Maïco      | AUT -  | RFA - | TT -  | NED -  | BEL 9  | RDA -  | TCH - | SUE -  | FIN - | NAT 10 | ESP - |       |       |       | 3      | 32e   | 0         |
| 1972  | 125 cm3   | Maïco      | RFA -  | FRA - | AUT 6 | NAT 5  | TT -   | YOU 4  | NED - | BEL 8  | RDA - | TCH -  | SUE - | FIN - | ESP - |       | 22     | 11e   | 0         |
| 1973  | 125 cm3   | Piovaticci | FRA 4  |       |       | NAT 3  | TT -   | YOU 4  |       |        |       |        |       | ESP 4 |       |       | 59     | 5e    | 1         |
| 1973  | 125 cm3   | Maïco      |        | AUT 5 | RFA - |        |        |        | NED 1 | BEL -  | TCH 7 | SUE 8  | FIN - |       |       |       | 59     | 5e    | 1         |
| 1974  | 125 cm3   | Piovaticci | FRA -  | RFA - | AUT - | NAT 7  | NED -  | BEL 6  | SUE - | TCH -  | YOU - | ESP -  |       |       |       |       | 9      | 20e   | 0         |
| 1975  | 50 cm3    | Piovaticci |        | ESP 4 |       | RFA 2  | NAT 2  | NED 3  | BEL 3 | SUE 1  | FIN 2 |        | YOU - |       |       |       | 61     | 2e    | 1         |
| 1975  | 125 cm3   | Piovaticci | FRA 4  | ESP 8 | AUT - | RFA 10 | NAT 8  | NED -  | BEL 5 | SUE 3  |       | TCH 3  | YOU 3 |       |       |       | 47     | 5e    | 0         |
| 1976  | 50 cm3    | Morbidelli | FRA 8  |       | NAT 2 | YOU -  | NED 4  | BEL 4  | SUE 3 | FIN 3  | RFA - | ESP 3  |       |       |       |       | 53     | 4e    | 0         |
| 1976  | 125 cm3   | Morbidelli |        | AUT - | NAT 5 | YOU 8  | NED 8  | BEL 3  | SUE 2 | FIN 10 | RFA - | ESP 8  |       |       |       |       | 26     | 7e    | 0         |
| 1977  | 50 cm3    | Kreidler   |        |       | RFA 2 | NAT 1  | ESP 2  |        | YOU - | NED 4  | BEL 1 | SUE 3  |       |       |       |       | 72     | 2e    | 2         |
| 1977  | 125 cm3   | Morbidelli | VEN -  | AUT 1 | RFA 2 | NAT 2  | ESP 2  | FRA 2  | YOU - | NED -  | BEL 4 | SUE 3  | FIN 2 | GBR 2 |       |       | 105    | 2e    | 1         |
| 1978  | 50 cm3    | Kreidler   |        | ESP 1 |       |        | NAT -  | NED 1  | BEL 2 |        |       |        | RFA 3 | TCH - | YOU 2 |       | 64     | 2e    | 2         |
| 1978  | 125 cm3   | MBA        | VEN 2  | ESP 1 | AUT 1 | FRA 2  | NAT 1  | NED 1  | BEL 6 | SUE -  | FIN 2 | GBR 3  | RFA 8 |       | YOU - |       | 114    | 1er   | 4         |
| 1979  | 50 cm3    | Kreidler   |        |       | RFA - | NAT 1  | ESP 1  | YOU 1  | NED 1 | BEL -  |       |        |       |       | FRA 1 |       | 75     | 1er   | 5         |
| 1979  | 125 cm3   | MBA        | VEN -  | AUT 5 | RFA 6 | NAT 6  | ESP -  | YOU -  | NED - | BEL -  | SUE 5 | FIN -  | GBR - | TCH - | FRA - |       | 22     | 15e   | 0         |
| 1980  | 50 cm3    | Iprem      | NAT 1  | ESP 1 |       | YOU 3  | NED 3  | BEL 2  |       |        |       | RFA 2  |       |       |       |       | 74     | 1er   | 2         |
| 1980  | 125 cm3   | MBA        | NAT -  | ESP - | FRA 9 | YOU -  | NED -  | BEL -  | FIN - | GBR 5  | TCH - | RFA -  |       |       |       |       | 8      | 17e   | 0         |
| 1981  | 125 cm3   | Iprem      | ARG -  | AUT 4 | RFA - | NAT -  | FRA -  | ESP -  | YOU - | NED -  | SMA - | GBR -  | FIN - | SUE - | TCH - |       | 8      | 18e   | 0         |
| 1982  | 50 cm3    | Garelli    |        |       |       | ESP 2  | NAT 2  | NED -  |       | YOU 1  |       |        |       |       | SMA 1 | RFA 1 | 69     | 2e    | 3         |
| 1982  | 125 cm3   | Garelli    | ARG 8  | AUT - | FRA - | ESP 2  | NAT -  | NED 2  | BEL 2 | YOU 1  | GBR 4 | SUE 2  | FIN 5 | TCH 1 |       |       | 95     | 2e    | 2         |
| 1983  | 50 cm3    | Garelli    | FRA 2  | NAT 1 | RFA 2 | ESP 1  |        | YOU 1  | NED - |        |       |        | SMA - |       |       |       | 69     | 2e    | 3         |
| 1983  | 125 cm3   | Garelli    | FRA NC | NAT 2 | RFA 2 | ESP 2  | AUT 2  | YOU -  | NED 7 | BEL 1  | GBR - | SUE -  | SMA - |       |       |       | 67     | 3e    | 1         |
| 1984  | 125 cm3   | Garelli    | NAT 3  | ESP 2 | RFA 3 | FRA 2  | NED 2  | GBR NC | SUE 3 | SMA 2  |       |        |       |       |       |       | 78     | 2e    | 0         |